# Zespół Szkół Ponadgimnazjalnych nr 4 im. Jana Kilińskiego w Gnieźnie
Zespół Szkół Ponadgimnazjalnych nr 4 im. Jana Kilińskiego w Gnieźnie – istniejący w latach 1969–2016 zespół czterech szkół: Liceum Profilowane, Technikum dla młodzieży, Technikum uzupełniające i Zasadnicza Szkoła Zawodowa dla młodzieży w Gnieźnie.

## Typy szkół i profile kształcenia[1]
1. Technikum (4 letnie)
- technik hotelarstwa
- technik żywienia i usług gastronomicznych

2. Technikum uzupełniające (po szkole zawodowej)
- kucharz

3. Zasadnicza Szkoła Zawodowa (2 letnia)
- kucharz małej gastronomii

## Kalendarium
- 1969 – Zarządzeniem Nr 40/69 Ministerstwa Przemysłu Lekkiego została otwarta z dniem 1 września Zasadnicza Szkoła Skórzana dla Pracujących Fabryki Obuwia w Gnieźnie.
- 1969 – Pierwszym dyrektorem zostaje mgr Stefan Wachowiak, a zastępcą mgr Marian Kosmaczewski.
- 1970 – Dyrektorem szkoły zostaje mgr Henryk Szablewski.
- 1972 – Otwarcie Technikum Przemysłu Skórzanego dla Pracujących WZO.
- 1972 – Rozpoczęcie roku szkolnego w nowym budynku.
- 1976 – Pierwsza matura w szkole.
- 1977 – Pierwsze w historii szkoły pasowanie absolwentów na obuwników.
- 1979 – Nadanie szkole imienia Jana Kilińskiego.
- 1990 – Dyrektorem szkoły zostaje mgr Dorota Białecka, a zastępcą mgr Alina Jastrzębska.
- 1991 – Nadanie szkole nazwy Zespołu Szkół Zawodowych nr 4.
- 2002 – Zmiana nazwy szkoły na Zespół Szkół Ponadgimnazjlanych nr 4 im. Jana Kilińskiego.
- 2002 – Pojawienie się nowych typów szkoły: Liceum Profilowanego dla Młodzieży (3-letniego) (profil socjalny i profil usługowo-społeczny), Technikum dla Młodzieży (4-letniego) (w zawodzie kucharz i technik technologii żywności).
- 2008 – Dyrektorem szkoły zostaje mgr Dariusz Banicki, a zastępcą mgr Alina Jastrzębska.
- 2009 – 40-lecie istnienia szkoły.
- 2010 – Obchody 40-lecia istnienia szkoły.
- 2010 – Nadanie sztandaru szkole.
- 2012 – Zmiana siedziby szkoły.
- 2016 – wejście szkoły w skład Zespołu Szkół Przyrodniczo-Usługowych im. Stanisława Mikołajczyka w Gnieźnie, likwidacja szkoły[2]

## Znani absolwenci
- Dariusz Pilak – wicestarosta gnieźnieński.